# Giring (Paliyan)
Giring is een bestuurslaag in het regentschap Gunung Kidul van de provincie Jogjakarta, Indonesië. Giring telt 2549 inwoners (volkstelling 2010).